# Faluaffären

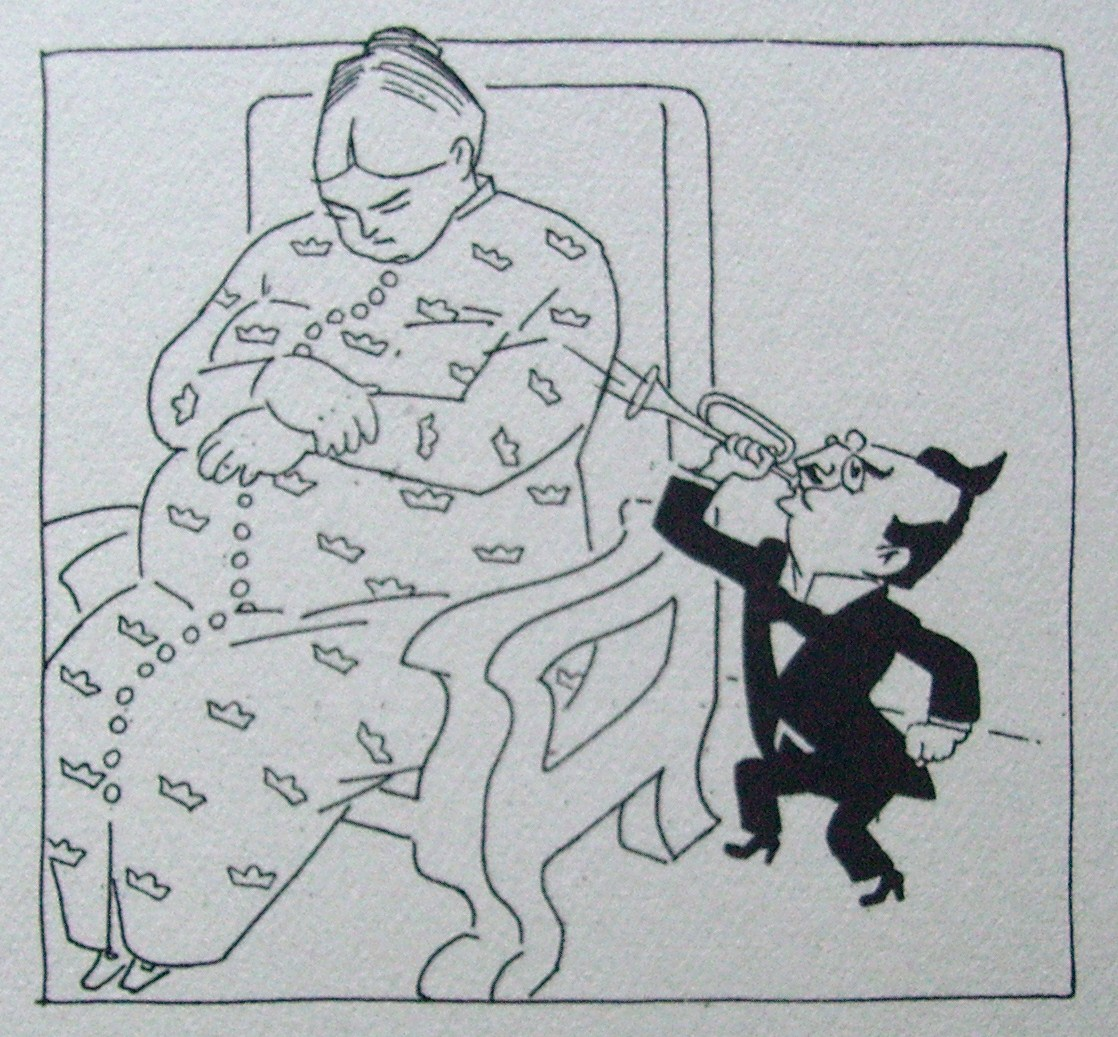
Sven Hedin söker väcka Moder Svea i Gustaf Ljunggrens version i Söndags-Nisse.

Faluaffären är en politisk händelse med upprinnelse i ett tal av Sven Hedin den 9 september 1913 som sedermera kom allmänheten till del den 13 oktober. Hedin skulle ha uppmanat till revolt mot Sveriges regering. 

## Historia
Sven Hedin höll ett tal i Dalregementets officersmäss i Falun den 9 september. Talet hölls inför ett i princip slutet sällskap. Hedin reste det året runt i Sverige och höll föredrag som ett led i det som kallas försvarsstriden (1911–14). När han kom till Falun inviterades Hedin och hans värd disponent Erik Johan Ljungberg, chefen för Stora Kopparbergs Bergslags AB, till officersmässen av regementschefen Fredrik Björkman. 
Talet blev känt av allmänheten den 13 oktober 1913 genom en artikel i Falu-Kuriren den 13 oktober. Den 18 oktober skrev Afton-Tidningen om samma sak, och då fick en större läsekrets nys om vad som inträffat. I rummet intill officersmässen återfanns musikfanjunkaren Josef Gelhaar, ditkommenderad musikant, och det var han som spelade en av de viktiga rollerna i dramat. Han svor ed på att han hade hört Hedin säga att regeringen Staaff spelade krona och klave med Sveriges frihet. Det viktiga i vittnesberättelsen var Gelhaar sade sig ha hört att Hedin sade: "Och om jag en gång stöter i trumpeten hoppas jag ni är redo och förstår mig." Gelhaar menade att Hedin därmed hade manat till revolt. Albert Engström skrev: "Vem fan har bett Hedin resa omkring och skräna?" Därefter blev just trumpeten Hedins attribut i pressen. 
Falu-Kurirens medarbetare Waldemar Skarstedt gjorde en anmälan till chefen för femte arméfördelningen, där han hävdade att regementschefen hade arrangerat ett möte där Hedin hade framfört landsförrädiska idéer. Lantförsvarsministern David Bergström skrev den 20 oktober till generalmajor Olof Malm, chefen för femte arméfördelningen, och uppmanade honom att insamla uppgifter om affären och informera om vem som inbjudit Hedin och om den exakta ordalydelsen i talet. I slutändan ledde talet till att Bergström krävde att kungen skulle avsätta Björkman. Icke desto mindre reagerade högerpressen mycket våldsamt. Carl Larsson skrev ett ilsket brev till Bergström. Man gjorde gällande att Bergström inte inhämtat kungamaktens samtycke till brevets utställande. Man talade även om en kränkning av privatlivets helgd i och med att mötet hölls för ett slutet sällskap. Det talades om spionage, angivarsystem och ryska metoder. Svenska Dagbladet ironiserade ifall några stenografer var utsända för att övervaka officerarna.
Under pressdebatten inkom Fredrik Björkman med en förklaring till Olof Malm. Han inkom med ett referat av sitt eget och Hedins tal, som nedtecknats av kontraktsprosten Gunnar Ekström. Hedin sände också en version av talet. Axel Rappe d.y. och Carl Bennedich sökte kommentera det skedda i Nya Dagligt Allehanda, men deras artikel blev refuserad efter samråd med Arvid Lindman. Istället sökte de nå kungens öra via Axel Rappe d.ä. Kungen borde inte ge vika och regeringen Staaff borde avgå. Pappa Rappe skulle överlämna ett PM till kungen, som bland annat löd:
| ”                                                  | Här säges att Eder Majestät skall bringa ett offer för Sin personliga mening för att möjliggöra en lycklig lösning af försvarsfrågan. Men man vet icke, då man så talar, att frågan om Sveriges försvar och öfver hufvud frågan om dess själfständiga tillvaro beror på styrkan hos den Kungliga ledning, i hvars han rikets öde är lagdt. Sveriges historia är dess Konungars, därom vittnar hvarje dess blad, de som tälja olycka lika väl som de hvilka tala om svenska krafters segrar. | „ |
| – Svenska officerare under 1900-talet 1996, s. 203 | |   |

Trots den tillspetsade situationen blev lösningen av Faluaffären en annan. Björkman begärde nämligen att bli ställd inför krigsrätt. Därmed drog han undan mattan för de som syftade till regeringsskifte. Den 28 november 1913 blev Björkman frikänd.